# Georges Liébert
Pour les articles homonymes, voir Liébert.
Georges Liébert, né le 22 avril 1943 à Saint-Médard-des-Prés et mort le 24 janvier 2025 à Paris,, est un éditeur français, directeur de collection, essayiste, traducteur et producteur de radio.

## Publications
- 1988, L’art du chef d’orchestre : de Berlioz à Charles Munch, Paris, Pluriel ; rééd. 2013[3]
- 1990, Ni empereur ni roi, chef d'orchestre, Paris, Gallimard,
- 1995, Nietzsche et la musique, Paris, PUF ; rééd. 2016
  - traduction parue en 2004 aux Chicago University Press